# Санта-Крус-де-Тенерифе
Са́нта-Крус-де-Тенери́фе (исп. Santa Cruz de Tenerife) — столица одноимённой провинции Испании, острова Тенерифе, и одна из двух столиц автономного сообщества Канарские острова, место пребывания автономного парламента.

## История
Более 2000 лет назад на территории современного Санта-Крус-де-Тенерифе и пригородов располагались поселения Анаги, одного из девяти островных королевств гуанчи, о чём свидетельствуют обнаруженные в ходе археологических раскопок разнообразные находки, в частности мумия из Сан-Андреса, останки мумифицированных животных, камни с гравюрами.
Своё название провинция получила от серебряного Святого Креста конкистадоров, который Алонсо Фернандес де Луго водрузил после высадки на побережье Аньясо в 1494 году (сейчас этот крест хранится в национальном музее Тенерифе — Иглесия де Нуэстра Сеньора де ла Консепсьон). В течение XVI столетия эта бывшая рыбацкая деревушка стала важным портом в закрытой гавани Ла Лагуна. С 1723 года город становится административным центром Тенерифе, и в 1833—1927 годах — столицей всего архипелага. На Тенерифе неоднократно нападали англичане и датчане, но безуспешно. В 1797 году захватить порт попытался сам адмирал Нельсон, но потерпел поражение. До Санта-Крус столицей острова была близлежащая Ла-Лагуна.
После прихода на остров испанцев, развитие города (как и всего архипелага) пошло по новому руслу. Многие страны были бы не прочь держать под своим контролем торговые пути, проходящие через острова. Потому они (особенно в этом деле преуспела Англия) делали немало попыток завладеть Тенерифе. Испанцам пришлось построить на побережье множество крепостей для защиты своих владений; но ничто не останавливало пиратов, вдохновляемых английскими и французскими властями, они часто нападали на Тенерифе.

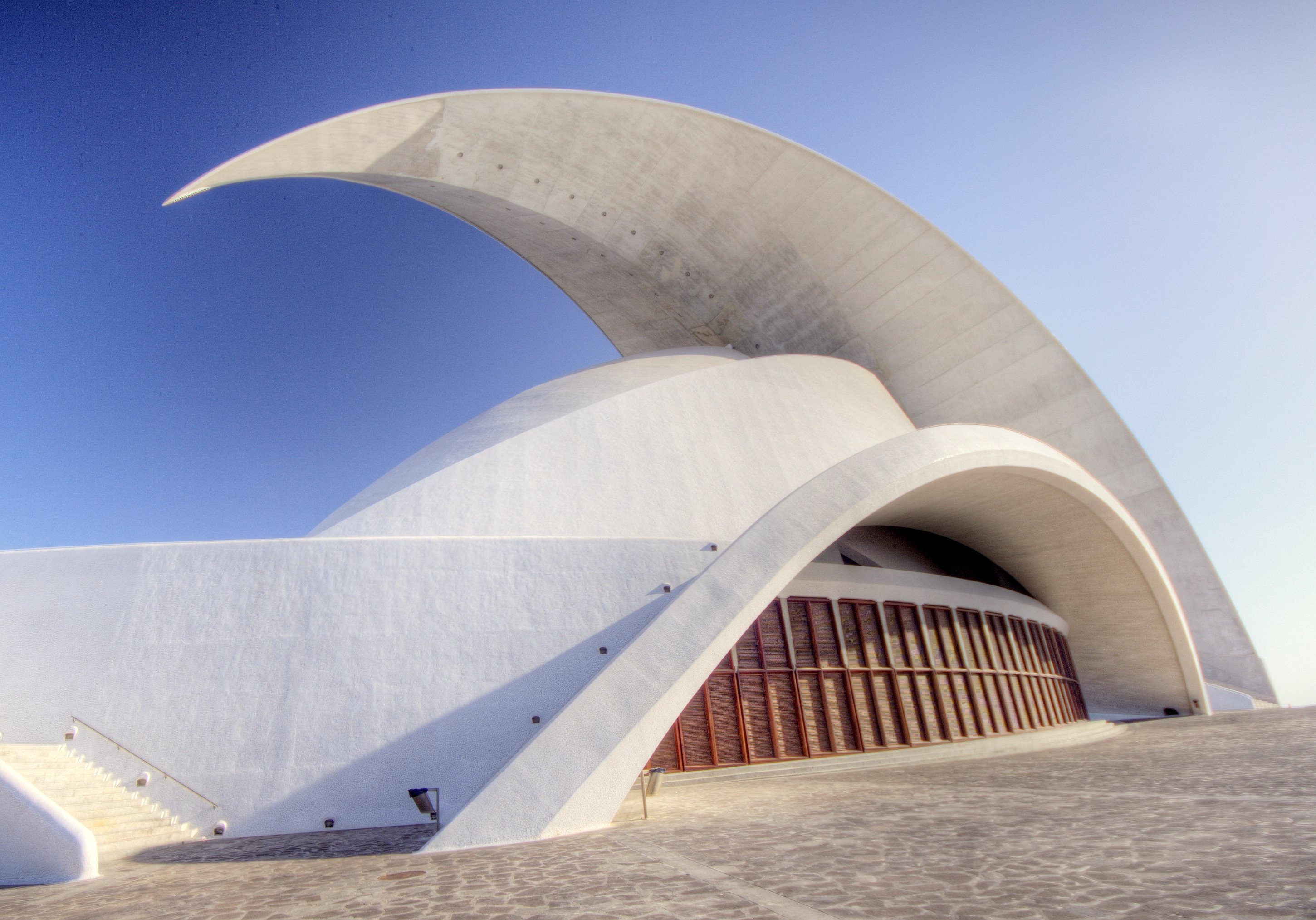
Аудиторио Тенерифе.

Так, в 1657 году английскому адмиралу Роберту Блейку удалось даже захватить город, правда совсем ненадолго, вскоре он был отброшен артиллерией. Эта, и ещё две серьёзные победы, одержанные над англичанами — в 1706 году над Дженнингсом (6 ноября адмирал Дженнингс (англ. John Genings) атаковал порт, но был отброшен), и в 1797 году над Нельсоном, — получили отражение в гербе Тенерифе, — на нём, помимо Креста Покорения, изображены три леопарда, олицетворяющих эти три победы.

## Население
| Год  | Численность | Численность   |
| ---- | ----------- | ------------- |
| 2001 | 214 153     | [ 6 ]         |
| 2002 | 217 415     | [ 7 ]         |
| 2004 | 219 446     | [ 8 ]         |
| 2005 | 221 567     | [ 9 ]         |
| 2006 | 223 148     | [ 10 ]        |
| 2007 | 220 902     | [ 11 ]        |
| 2008 | 221 956     | [ 12 ]        |
| 2009 | 222 417     | [ 13 ]        |
| 2010 | 222 643     | [ 14 ]        |
| 2011 | 222 271     | [ 15 ]        |
| 2012 | 206 965     | [ 16 ]        |
| 2013 | 206 593     | [ 17 ]        |
| 2014 | 205 279     | [ 18 ]        |
| 2015 | 203 811     | [ 19 ]        |
| 2016 | 203 585     | [ 20 ]        |
| 2017 | 203 692     | [ 21 ]        |
| 2018 | 204 856     | [ 22 ] [ 23 ] |
| 2019 | 207 312     | [ 24 ]        |
| 2020 | 209 194     | [ 25 ]        |
| 2021 | 208 563     | [ 26 ]        |
| 2022 | 208 688     | [ 27 ]        |
| 2023 | 209 395     | [ 28 ]        |
| 2024 | 211 359     | [ 3 ]         |

## Экономика
Развит в первую очередь сектор услуг, так как Санта-Крус пропагандируется как «торговый рай», в центральной части города много популярных среди туристов магазинов. Также существует химическая промышленность (первый в Испании нефтеперерабатывающий завод, работает с 1930 года).

## Культура
В городе расположена RACBA, которую основал Николас Альваро-и-Бриева, один из крупнейших канарских живописцев. Действует Муниципальный музей изящных искусств.

## Транспорт
В городе существует сеть автобусных и трамвайных маршрутов. Первая трамвайная линия (вагоны напоминают вагоны метро) до Ла-Лагуны была введена в эксплуатацию в начале XX века, вторая — в 2009 году, планировалась постройка третьей.
К северу от города расположен международный аэропорт Лос-Родеос.

## Достопримечательности

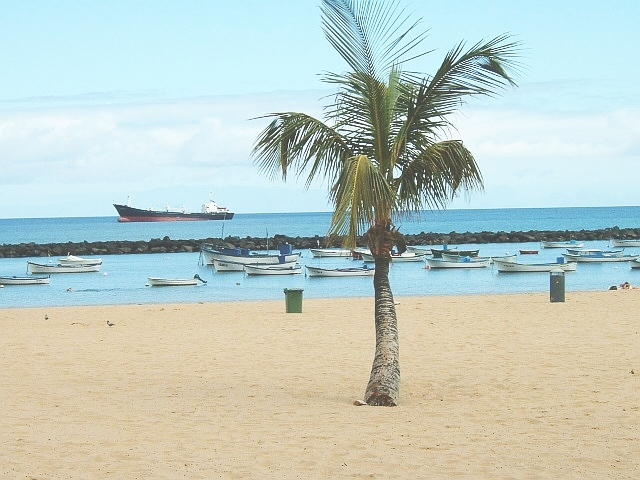
Пляж Тереситас.

В отличие от Ла-Лагуны, в Санта-Крусе нет большого количества исторических памятников.
- Пляж Тереситас — единственный на всём Тенерифе пляж с жёлтым песком (песок в 1973 году был специально привезён из африканской пустыни Сахара)[30][31][32];
- Площадь Испании;
- Концертный зал Аудиторио-де-Тенерифе;
- Масонский храм — один из главных и, как считается, лучший образец масонского храма в Испании[33];
- Небоскрёбы Торрес-де-Санта-Крус;
- Археологический Музей природы и человека — считается наиболее важным учреждением Макаронезии[34];
- Церковь Непорочного Зачатия Пресвятой Девы Марии;
- Карнавал в Санта Крус де Тенерифе — проходит в феврале, считается вторым по масштабу и красочности после знаменитого карнавала в Рио-де-Жанейро[35].
- Скульптура Жузепа Марии Субиракса Отпечаток руки

## Климат
Климат Санта-Крус-де-Тенерифе тропический пассатный. Зимние месяцы умеренно тёплые и в них выпадают осадки, лето жаркое, но менее жаркое чем в Сахаре за счёт Канарского течения. Осадков в год выпадает менее 300 мм.
| Показатель                    | Янв. | Фев. | Март | Апр. | Май  | Июнь | Июль | Авг. | Сен. | Окт. | Нояб. | Дек. | Год  |
| ----------------------------- | ---- | ---- | ---- | ---- | ---- | ---- | ---- | ---- | ---- | ---- | ----- | ---- | ---- |
| Абсолютный максимум, °C       | 28,4 | 31,2 | 35,4 | 34,7 | 35,6 | 37,0 | 42,6 | 40,4 | 39,3 | 38,1 | 34,0  | 28,2 | 42,6 |
| Средний суточный максимум, °C | 21,0 | 21,2 | 22,2 | 22,7 | 24,1 | 26,2 | 28,7 | 29,0 | 28,1 | 26,3 | 24,1  | 22,1 | 24,6 |
| Средняя температура, °C       | 17,7 | 17,9 | 18,7 | 19,3 | 20,6 | 22,6 | 24,6 | 25,1 | 24,5 | 23,0 | 20,9  | 19,0 | 21,2 |
| Средний суточный минимум, °C  | 15,6 | 15,5 | 16,1 | 16,7 | 17,9 | 19,6 | 21,3 | 22,0 | 21,8 | 20,5 | 18,6  | 16,8 | 18,5 |
| Абсолютный минимум, °C        | 9,4  | 9,5  | 9,5  | 11,0 | 12,0 | 13,4 | 16,5 | 14,6 | 16,5 | 14,6 | 11,4  | 10,0 | 9,4  |
| Норма осадков, мм             | 42   | 44   | 35   | 13   | 5    | 1    | 0,1  | 4    | 7    | 25   | 45    | 53   | 273  |
| Температура воды, °C          | 19   | 18   | 18   | 18   | 19   | 20   | 21   | 22   | 23   | 23   | 21    | 20   | 20   |
| Источник: Погода и Климат     |      |      |      |      |      |      |      |      |      |      |       |      |      |

## Известные уроженцы и жители
- О’Доннелл, Леопольдо — генерал и государственный деятель.
- Гимера, Анжел — поэт, писатель, драматург, писавший на каталанском языке.
- Васкес-Фигероа, Альберто — писатель, журналист и изобретатель.
- Фреснадильо, Хуан Карлос — кинорежиссёр, сценарист, продюсер.
- Родригес, Педро — футболист.

## Города-побратимы[36]
Соединённые Штаты Америки, Санта-Крус (штат Калифорния, 1974)
 Санта-Крус-де-ла-Сьерра, Боливия (1978)
 Каракас, Венесуэла (1981)
 Соединённые Штаты Америки, Сан-Антонио (штат Техас, 1983).
 Кадис, Испания (1984)
 Рио-де-Жанейро, Бразилия (1984)
 Ницца, Франция (1989)
 Санта-Крус-дель-Норте, Куба (1997)
 Аранда де Дуэро, Испания (1997)
 Гватемала, Гватемала (2002)